# Pseudonapomyza rara
Pseudonapomyza rara är en tvåvingeart som beskrevs av Spencer 1977. Pseudonapomyza rara ingår i släktet Pseudonapomyza och familjen minerarflugor. Inga underarter finns listade i Catalogue of Life.